# Верх-Тереш
Верх-Тере́ш (рос. Верх-Тереш) — селище у складі Прокоп'євського округу Кемеровської області, Росія.
Стара назва — Верхній Тереш.

## Населення
Населення — 10 осіб (2010; 10 у 2002).
Національний склад (станом на 2002 рік):
- росіяни — 70 %